# Problepsis asira
Problepsis asira là một loài bướm đêm trong họ Geometridae.